# OSX (entreprise)
Pour les articles homonymes, voir OS X (homonymie).
OSX est une entreprise brésilienne. Elle fait partie du groupe EBX. 
Elle travaille dans la construction navale pour l'industrie pétrolière. 
Elle a été mise en faillite en octobre 2013 à cause de son endettement et aux problèmes financiers du groupe EBX. Une partie de ses activités dans le port d'Açu sont cédées au groupe Prumo Logística Global. En 2016, EBX et son dirigeant n'étaient plus actionnaires majoritaires après une cession de près de 30% de ses parts.